# Skobalj (Lajkovac)
Pour les articles homonymes, voir Skobalj.
Skobalj (en serbe cyrillique : Скобаљ) est un village de Serbie situé dans la municipalité de Lajkovac, district de Kolubara. Au recensement de 2011, il comptait 177 habitants.

## Démographie
| 1948 | 1953 | 1961 | 1971 | 1981 | 1991 | 2002 | 2011 |
| ---- | ---- | ---- | ---- | ---- | ---- | ---- | ---- |
| 516  | 459  | 454  | 403  | 326  | 306  | 241  | 177  |

|  |